# جاي بارك
جاي بارك (بالإنجليزية: Jay Park)‏ (بالهانغل: 박재범)(؛ ولد 	25 أبريل 1987) و هو المغني وراقص. وكان مغني راب وراقص في فرقة الفتيان الكورية 2 بي إم التي أنشأتها شركة جاي واي بي إنترتينمنت,

## السيرة الذاتية

### السنوات الأولى
ولد في إدموندز، واشنطن، في منطقة سياتل، وأظهر جاي بارك اهتماما كبيرا للموسيقى الهيب هوب وبريك دانس في سن مبكرة.
بدأ جاي بارك الاستماع إلى الهيب هوب وراب في سن العاشرة، استعمل الوقت لتعليم وكتابة الراب بنفسه خلال التعليم الفكري.

## روابط خارجية
- جاي بارك على موقع IMDb (الإنجليزية)
- جاي بارك على موقع روتن توميتوز (الإنجليزية)
- جاي بارك على موقع ميوزك برينز (الإنجليزية)
- جاي بارك على موقع ديسكوغز (الإنجليزية)
- جاي بارك على موقع قاعدة بيانات الفيلم (الإنجليزية)